# Zotalemimon borneotica
Zotalemimon borneotica là một loài bọ cánh cứng trong họ Cerambycidae.